# Bionectria ralfsii
Bionectria ralfsii är en svampart som först beskrevs av Berk. & Broome, och fick sitt nu gällande namn av Schroers & Samuels 2001. Bionectria ralfsii ingår i släktet Bionectria och familjen Bionectriaceae.   Inga underarter finns listade i Catalogue of Life.